# Eduardo Mata
Eduardo Vladimiro Jaime Mata Asiain (Ciudad de México, 5 de septiembre de 1942-cerca de Cuernavaca en Temixco, Morelos, 4 de enero de 1995) fue un reconocido director de orquesta y compositor mexicano.

## Trayectoria
Sus padres fueron Federico Mata y Ana María Asiain. Mata tomó lecciones privadas de guitarra durante tres años, antes de entrar al Conservatorio Nacional de Música. De 1960 a 1963 estudió composición con Carlos Chávez. En 1964 recibió la beca Koussevitzky para ir al Tanglewood Institute, donde estudió dirección con Max Rudolf y Erich Leinsdorf, y composición con Gunther Schuller.
Compuso varias obras en los años 1950 y 1960, incluyendo tres sinfonías, música de cámara, varias sonatas y algunas piezas de ballet. Su ópera Alicia en dos actos, con libreto de Lazslo Moussong, quedó inconclusa. Su Tercera sinfonía y algunas piezas de cámara han sido grabadas.
En 1965 fue nombrado director del Departamento de Música de la UNAM y director de la Orquesta Sinfónica de Guadalajara. Dirigió también la orquesta de la universidad, que después se convirtió en la Orquesta Filarmónica de la UNAM (OFUNAM). En 1972 dejó México para dedicarse a la dirección de la Orquesta Sinfónica de Phoenix. 
En 1965, fue uno de los miembros fundadores y más tarde, Presidente Honorario de la Sociedad Mahler México y junto con la Orquesta Sinfónica Nacional de México, en octubre de 1975 dirigió el primer ciclo completo de las sinfonías de Gustav Mahler en México. 
Entre 1977 y 1993 se desempeñó como director musical de la Orquesta Sinfónica de Dallas, además de ser director invitado de renombradas orquestas en Europa, América Latina y de Estados Unidos. Grabó más de cincuenta discos, muchos de ellos con la Orquesta Filarmónica de la UNAM, Dallas Symphony Orchestra y la London Symphony Orchestra. También, muchas de las grabaciones incluyen piezas de compositores latinoamericanos. Contribuyó asimismo a fomentar la calidad, el talento y el renombre del Sistema de Orquestas Juveniles de Venezuela, especialmente junto a la Orquesta Sinfónica Simón Bolívar. En 1984 ingresó a El Colegio Nacional su discurso fue contestado por Jaime García Terres.
La mañana del 4 de enero de 1995, Mata y su compañera Marina Anaya viajaban en un aeroplano entre las ciudades de Cuernavaca y Dallas. Mata era el piloto de su propia nave, una Piper Aerostar. Uno de los motores falló justo después del despegue y el aeroplano se estrelló en un intento por realizar un aterrizaje de emergencia, falleciendo los dos ocupantes.

## Obras
Dentro de sus composiciones se encuentran:
- Trío para Vaughan Williams en 1957.
- Sonata, para piano en 1960.
- Improvisaciones, para clarinete y piano en 1961.
- Sinfonía número 1 «Clásica» en 1962.
- Débora, suite de ballet, en 1963.
- Los huesos secos, ballet en 1963.
- Sinfonía número 2 «Romántica», en 1963.
- Aires en 1964.
- Improvisación número 1, en 1964.
- Sonata, para violonchelo en 1966.
- Sinfonía número 3 en 1966.